# Saint-Just (Cher)
Saint-Just és un municipi francès, situat al departament de Cher i a la regió de Centre – Vall del Loira. L'any 2007 tenia 586 habitants.

## Demografia

### Població
El 2007 la població de fet de Saint-Just era de 586 persones. Hi havia 229 famílies, de les quals 44 eren unipersonals (22 homes vivint sols i 22 dones vivint soles), 99 parelles sense fills, 73 parelles amb fills i 13 famílies monoparentals amb fills.
La població ha evolucionat segons el següent gràfic:
Habitants censats

### Habitatges
El 2007 hi havia 262 habitatges, 240 eren l'habitatge principal de la família, 10 eren segones residències i 12 estaven desocupats. 247 eren cases i 15 eren apartaments. Dels 240 habitatges principals, 177 estaven ocupats pels seus propietaris, 57 estaven llogats i ocupats pels llogaters i 6 estaven cedits a títol gratuït; 6 tenien dues cambres, 32 en tenien tres, 71 en tenien quatre i 130 en tenien cinc o més. 185 habitatges disposaven pel capbaix d'una plaça de pàrquing. A 71 habitatges hi havia un automòbil i a 155 n'hi havia dos o més.

### Piràmide de població
La piràmide de població per edats i sexe el 2009 era:
| Homes | Edats   | Dones |
| ----- | ------- | ----- |
| 0     | 95 o +  | 0     |
| 4     | 90 a 94 | 0     |
| 0     | 85 a 89 | 4     |
| 0     | 80 a 84 | 0     |
| 12    | 75 a 79 | 12    |
| 8     | 70 a 74 | 12    |
| 12    | 65 a 69 | 16    |
| 12    | 60 a 64 | 16    |
| 8     | 55 a 59 | 8     |
| 40    | 50 a 54 | 24    |
| 20    | 45 a 49 | 28    |
| 20    | 40 a 44 | 32    |
| 28    | 35 a 39 | 20    |
| 32    | 30 a 34 | 20    |
| 4     | 25 a 29 | 4     |
| 8     | 20 a 24 | 8     |
| 24    | 15 a 19 | 8     |
| 20    | 10 a 14 | 20    |
| 16    | 5 a 9   | 16    |
| 8     | 0 a 4   | 8     |

## Economia
El 2007 la població en edat de treballar era de 404 persones, 297 eren actives i 107 eren inactives. De les 297 persones actives 270 estaven ocupades (147 homes i 123 dones) i 27 estaven aturades (9 homes i 18 dones). De les 107 persones inactives 40 estaven jubilades, 30 estaven estudiant i 37 estaven classificades com a «altres inactius».

### Ingressos
El 2009 a Saint-Just hi havia 245 unitats fiscals que integraven 615 persones, la mediana anual d'ingressos fiscals per persona era de 19.044 €.

### Activitats econòmiques
Dels 20 establiments que hi havia el 2007, 2 eren d'empreses de fabricació d'altres productes industrials, 5 d'empreses de construcció, 5 d'empreses de comerç i reparació d'automòbils, 2 d'empreses d'hostatgeria i restauració, 3 d'empreses de serveis i 3 d'empreses classificades com a «altres activitats de serveis».
Dels 9 establiments de servei als particulars que hi havia el 2009, 2 eren tallers de reparació d'automòbils i de material agrícola, 3 fusteries, 2 lampisteries, 1 perruqueria i 1 restaurant.
L'únic establiment comercial que hi havia el 2009 era una fleca.
L'any 2000 a Saint-Just hi havia 14 explotacions agrícoles que ocupaven un total de 1.204 hectàrees.

## Equipaments sanitaris i escolars
El 2009 hi havia una escola elemental integrada dins d'un grup escolar amb les comunes properes formant una escola dispersa.

## Poblacions més properes
El següent diagrama mostra les poblacions més properes.